# 가야로 (김해시)
가야로(Gaya-ro) 경상남도 김해시 북부동 삼계사거리에서 김해시 동상동 활천고개삼거리 를잇는 도로이다.

## 주요 경유지
경상남도
- 김해시 (북부동 . 동상동)

## 노선
| 이름           | 접속 노선                         | 소재지 | 소재지 | 비고 |
| -------------- | --------------------------------- | ------ | ------ | ---- |
| 삼계사거리     | 국도 제58호선 (생림대로) 김해대로 | 김해시 | 북부동 |      |
| 감분교         |                                   | 김해시 | 북부동 |      |
| 이구삼거리     | 구산로                            | 김해시 | 북부동 |      |
| 구산터널       |                                   | 김해시 | 북부동 |      |
| 새동네삼거리   | 구지로                            | 김해시 | 동상동 |      |
| 활천고개삼거리 | 분성로                            | 김해시 | 동상동 |      |

## 주요 건물 및 시설
- 김해신명초등학교 (가야로 31/삼계동 1411-4)
- GS25 삼계비발디점 (가야로 51/삼계동 522-2)
- 이마트24 김해삼계동원점 (가야로 58/삼계동 1428-1)
- 아성다이소 김해삼계2호점 (가야로 155/삼계동 1455-4)
- 농협 김해축산농협 하나로마트 가야점 (가야로 175/삼계동 1480-2)
- 농협 김해축산농협 삼계가야지점 (가야로 175/삼계동 1480-2)
- 스타벅스 김해삼계점 (가야로 182/삼계동 1479-7)
- 롯데리아 김해북부점 (가야로 183/삼계동 1486-1)
- 한국전기안전공사 김해양산지사 (가야로 217/삼계동 1510-4)
- S-OIL 거명주유소 (가야로 222/구산동 1050-6)
- 김해운동장 (가야로 245/구산동 660)
- 구산고등학교 (가야로 311/구산동 396)
- SK에너지 구산럭키LPG충전소 (가야로 353/구산동 352)
- 알뜰 스타주유소 (가야로 409/대성동 481-1)
- 스타벅스 김해가야로T점 (가야로 450/동상동 1121-4)
- GS칼텍스 롯데주유소 (가야로 469/동상동 1103-20)
- HD현대오일뱅크 동상주유소 (가야로 501/동상동 1113-12)
- GS칼텍스 대윤에너지 가야탑주유소 (가야로 524/동상동 498-7)